# Luigi Cavenago
Luigi Cavenago, ultimamente accreditato come Gigi Cavenago (Milano, 12 ottobre 1982), è un fumettista e illustratore italiano.
Vive e lavora a Frascati.

## Biografia
Dopo la maturità scientifica raffina la tecnica frequentando per due anni la Scuola del Fumetto di Milano e un corso di grafica pubblicitaria all'Istituto Rizzoli per l'insegnamento delle arti grafiche.
L'esordio editoriale arriva nel 2005 con la breve storia Predatore naturale, pubblicata sul primo numero della rivista Strike, edita da Star Comics. Subito dopo entra a far parte del gruppo di disegnatori della seconda serie di Jonathan Steele, e collabora con Cronaca di Topolinia, diventando successivamente disegnatore unico per la miniserie Dr. Voodoo, scritta da Giovanni Gualdoni ed edita sul mensile Brand New! di Free Books.
Alterna l'attività di fumettista a quella di illustratore per editoria e pubblicità, lavorando per case editrici quali Cetem, Mondadori e Masson.
Dal 2008 lavora per la Sergio Bonelli Editore, per la quale disegna i numeri 6 ed 11 della miniserie Cassidy, e quattro numeri della serie Orfani che, con l'aggiunta dei disegni preparatori, vengono anche pubblicati in edizioni dedicate da BAO Publishing. Contemporaneamente mantiene comunque collaborazioni esterne alla Bonelli, creando le copertine di Touch Magazine.
Dal 2014 entra nella squadra di Dylan Dog, diventando copertinista per la serie Maxi Dylan Dog Old Boy.
Ritorna alla serie Orfani per il primo numero della terza stagione, Il nuovo mondo. Al termine del lavoro gli viene proposto di realizzare la storia celebrativa di Dylan Dog per il trentennale del personaggio. Mater Dolorosa, scritto da Roberto Recchioni ed interamente illustrato a colori da Cavenago, viene pubblicato nel settembre 2016.
A partire dal numero 363 del 29 novembre 2016, è il nuovo copertinista della serie regolare di Dylan Dog, andando a sostituire lo storico Angelo Stano.
A Lucca Comics del 2019 viene presentato Relazioni pericolose, il numero 0 del crossover di Batman e Dylan Dog scritto da Roberto Recchioni e disegnato da Werther Dell'Edera con chine e colorazione di Cavenago. Cavenago realizza entrambe le copertine, la principale "heroes" con Batman e Dylan e la variant "villains" con Joker e Xabaras.
A novembre 2019 esce il primo volume della nuova serie a fumetti di Tiziano Sclavi, I racconti di domani, interamente illustrato da Cavenago.
Il 28 ottobre 2020 esce su Topolino 3388 Paperoga e la passeggiata mostruosa, storia breve scritta da Marco Nucci e realizzata a quattro mani con Lorenzo De Felici, disegnatore di Oblivion Song.
Nel settembre 2021 decide di lasciare il ruolo di copertinista di Dylan Dog per andare a lavorare con Mark Millar. I nuovi copertinisti di Dylan diventeranno i fratelli Cestaro.
Nel 2022 disegna la terza miniserie di The Magic Order di Mark Millar per il mercato americano, pubblicata da Image Comics e Millarworld. I colori della serie sono di Valentina Napolitano.
Nel 2022 viene pubblicata da DC Comics e Sergio Bonelli Editore la miniserie Batman/Dylan Dog (in italiano: Dylan Dog/Batman, L'Ombra del Pipistrello), un crossover tra Batman e Dylan Dog sceneggiato da Roberto Recchioni e disegnato da Gigi Cavenago insieme a Werther Dell'Edera, con i colori di Giovanna Niro.

## Opere

### Star Comics

#### Strike
- Luigi Cavenago (testi), Luigi Cavenago (disegni); Predatore naturale, in Strike n. 1, Star Comics, marzo 2005, pp. 6.

#### Jonathan Steele
- Federico Memola (testi), Luigi Cavenago (disegni); La fine delle illusioni, in Jonathan Steele n. 11, Star Comics, settembre 2005, pp. 32.
- Federico Memola e Elettra Gorni (testi), Cosimo Ferri e Luigi Cavenago (disegni); La donna che visse due volte, in Jonathan Steele n. 18, Star Comics, aprile 2006, pp. 94.
- Federico Memola e Elettra Gorni (testi), Cosimo Ferri e Luigi Cavenago (disegni); Il risveglio dell'innocenza, in Jonathan Steele n. 19, Star Comics, maggio 2006, pp. 57.
- Federico Memola (testi), Ivan Zoni e Luigi Cavenago (disegni); Paradiso perduto, in Jonathan Steele n. 28, Star Comics, febbraio 2007, pp. 94.
- Federico Memola (testi), Luigi Cavenago (disegni); Nuova Atlantide, in Jonathan Steele n. 34, Star Comics, agosto 2007, pp. 64.
- Federico Memola (testi), Luigi Cavenago (disegni); I cancelli dell'inferno, in Jonathan Steele n. 47, Star Comics, settembre 2008, pp. 94.

### Free Books

#### Dr. Voodoo
- Giovanni Gualdoni (testi), Luigi Cavenago (disegni); Dr. Voodoo: Oro nero, in Brand New! n. 5, Free Books, luglio 2006, pp. 15.
- Giovanni Gualdoni (testi), Luigi Cavenago (disegni); Dr. Voodoo: Sepolta viva, in Brand New! n. 6, Free Books, ottobre 2006, pp. 15.
- Giovanni Gualdoni (testi), Luigi Cavenago (disegni); Dr. Voodoo Collection, Free Books, gennaio 2009, pp. 56.

### Sergio Bonelli Editore
Cassidy
- Pasquale Ruju (testi), Luigi Cavenago (disegni); I guerrieri, in Cassidy n. 6, Sergio Bonelli Editore, ottobre 2010, pp. 94.
- Pasquale Ruju (testi), Luigi Cavenago (disegni); Un bacio e una pistola, in Cassidy n. 11, Sergio Bonelli Editore, marzo 2011, pp. 94.

Orfani
- Roberto Recchioni (testi), Arianna Florean (colori), Luigi Cavenago (disegni); Primo sangue, in Orfani n. 3, Sergio Bonelli Editore, dicembre 2013, pp. 94.
- Roberto Recchioni (testi), Lorenzo De Felici (colori), Massimo Dall'Oglio e Luigi Cavenago (disegni); Spiriti nell'ombra, in Orfani n. 4, Sergio Bonelli Editore, gennaio 2014, pp. 94.
- Roberto Recchioni (testi), Alessia Pastorello e Giovanna Niro (colori), Luigi Cavenago e Werther Dell'Edera (disegni); Freddo come lo spazio, in Orfani n. 9, Sergio Bonelli Editore, giugno 2014, pp. 94.
- Roberto Recchioni (testi), Giovanna Niro, Alessia Pastorello e Luigi Cavenago (colori), Werther Dell'Edera e Luigi Cavenago (disegni); Tutti giù per terra, in Orfani n. 11, Sergio Bonelli Editore, agosto 2014, pp. 94.
- Roberto Recchioni e Luca Vanzella (testi), Annalisa Leoni (colori), Luigi Cavenago (disegni); L'aliena, in Orfani: Nuovo Mondo n. 1, Sergio Bonelli Editore, ottobre 2015, pp. 94.

Dylan Dog
- Roberto Recchioni (testi), Gigi Cavenago (disegni); Mater Dolorosa, in Dylan Dog n. 361, Sergio Bonelli Editore, settembre 2016, pp. 94.
- Roberto Recchioni (testi), Werther Dell'Edera e Gigi Cavenago (disegni); Relazioni pericolose, in Dylan Dog / Batman n. 0, Sergio Bonelli Editore, ottobre 2019, pp. 32.
- Tiziano Sclavi (testi), Gigi Cavenago (disegni); Il libro impossibile, in Dylan Dog presenta: I racconti di domani n. 1, Sergio Bonelli Editore, novembre 2019, pp. 64.

### Image Comics
- David Hopkins (testi), Luigi Cavenago (disegni); Judge Roy Bean, in Outlaw Territory n. 3, Image Comics, giugno 2013, pp. 8.
- Mark Millar (testi), Gigi Cavenago (disegni); The Magic Order 3 n. 1, Image Comics, luglio 2022, pp. 32.
- Mark Millar (testi), Gigi Cavenago (disegni); The Magic Order 3 n. 2, Image Comics, agosto 2022, pp. 32.
- Mark Millar (testi), Gigi Cavenago (disegni); The Magic Order 3 n. 3, Image Comics, settembre 2022, pp. 32.
- Mark Millar (testi), Gigi Cavenago (disegni); The Magic Order 3 n. 4, Image Comics, ottobre 2022, pp. 28.

### Altro
- Francesca Da Sacco (testi), Luigi Cavenago (disegni); Ombre nella metro, in M.I.S. n. 4, Cronaca di Topolinia, aprile 2006, pp. 24.

## Storie e disegni pubblicati online
- Blasfema (2002, pubblicazione online sul sito personale[16])
- La vendetta di Tito (2006, pubblicazione online a seguito della gara 24 hour Italy comics[17])
- Vari schizzi e anteprime di tavole (pubblicazione online sui siti personali)

## Premi
- Premio Gran Guinigi 2014 - Miglior disegnatore[18]
- Premio Boscarato 2014 - Miglior disegnatore italiano[19]
- Premio U Giancu 2016 - Miglior disegnatore realistico[20]
- Premio Boscarato 2021 - Miglior disegnatore (copertina)[21]